# Fifty Shades of Grey
Fifty Shades of Grey is een Amerikaanse erotische film uit 2015 geregisseerd door Sam Taylor-Johnson. Het verhaal is gebaseerd op de gelijknamige roman van E.L. James. De film ging wereldwijd in (voor)première op 11 februari, onder andere op het Internationaal filmfestival van Berlijn (Berlinale Special Gala).

## Verhaal
Literatuurstudente Anastasia Steele interviewt de 27-jarige zakenman en multimiljonair Christian Grey voor het universiteitsblad. De ontmoeting met Grey verandert haar leven en ze beginnen een seksuele relatie. Grey is emotioneel beschadigd waardoor hij niet meer op een normale manier intimiteit kan beleven. Daarnaast is hij bang om op welk moment dan ook de controle los te laten. SM is voor hem een manier om zich zelf niet te veel bloot te hoeven geven en ook nog volledig in controle te blijven. Christian en Anastasia onderwerpen zich aan sadomasochistische rollenspellen.

## Rolverdeling
| Acteur              | Personage                |
| ------------------- | ------------------------ |
| Jamie Dornan        | Christian Grey           |
| Dakota Johnson      | Anastasia "Ana" Steele   |
| Jennifer Ehle       | Carla May Wilks          |
| Max Martini         | Jason Taylor             |
| Eloise Mumford      | Kate Kavanagh            |
| Marcia Gay Harden   | Dr. Grace Trevelyan Grey |
| Luke Grimes         | Elliot Grey              |
| Rita Ora            | Mia Grey                 |
| Callum Keith Rennie | Ray Steele               |
| Victor Rasuk        | José Rodriguez           |

## Productie
In begin 2012 werd aangekondigd dat de filmrechten van de Fifty Shades-trilogie werden vrijgegeven. In maart 2012 werden de filmrechten door Universal Pictures en Focus Features veiliggesteld. De auteur James werd betrokken bij de productie van het proces. De Entertainment Weekly vermeldde dat het budget van de film geschat werd op $ 40 miljoen dollar. De opnames waren van begin november 2013 en vonden grotendeels plaats in Vancouver. De laatste opnames waren eind februari 2014. De film was in eerste instantie gepland in de tweede helft van 2014, maar werd verschoven naar medio Valentijnsdag 2015. De eerste filmposters werden in januari 2014 vrijgegeven.
De voorverkoop voor de film brak wereldwijd records met in totaal 2,75 miljoen kaarten. In Nederland kochten bijna 90.000 vrouwen een ticket voor de Ladies Night op 11 februari, in België kochten 20.000 vrouwen een ticket voor de Ladies Night en werden er in totaal 65.000 tickets verkocht in voorverkoop. De film brak ook een record in de Verenigde Staten met de hoogste omzetcijfers ooit in het weekend voorafgaand aan de feestdag President's Day.

## Muziek
De originele filmmuziek werd gecomponeerd door Danny Elfman. Ook is in de film te horen de muziek van The Weeknd met "Earned It", Ellie Goulding met "Love Me Like You Do", Beyoncé met "Crazy in Love", Sia Furler met Salted Wound en Bo Saris met "She's on Fire". Republic Records bracht twee variatie soundtrackalbums uit met de muziek uit de film.

## Trivia
- De film bevat voor twintig minuten aan bedscènes. Dat is twintig procent van de film.
- De film werd verboden in India en Maleisië.
- Ten tijde van de première werd het plan bekendgemaakt om ook de twee vervolgboeken te gaan verfilmen.[6]